# Галатин (Мисури)
Галатин (енгл. Gallatin) град је у америчкој савезној држави Мисури.

## Демографија
По попису из 2010. године број становника је 1.786, што је 3 (-0,2%) становника мање него 2000. године.
| Група             | 2000.         | 2010.         |
| Белци             | 1.770 (98,9%) | 1.742 (97,5%) |
| Афроамериканци    | 1 (0,1%)      | 6 (0,3%)      |
| Азијати           | 0 (0,0%)      | 1 (0,1%)      |
| Хиспаноамериканци | 7 (0,4%)      | 12 (0,7%)     |
| Укупно            | 1.789         | 1.786         |